# Øster Ulslev
Øster Ulslev – miasto w Danii, w regionie Zelandia, w gminie Guldborgsund.